# Rode Ster Belgrado

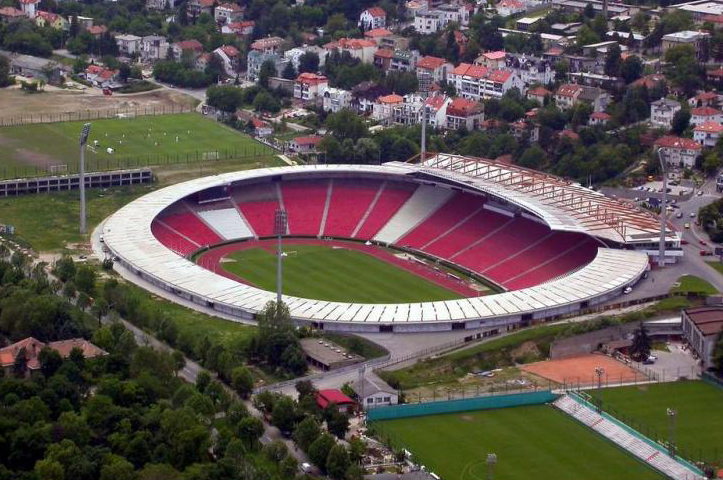
Het Rode Ster stadion

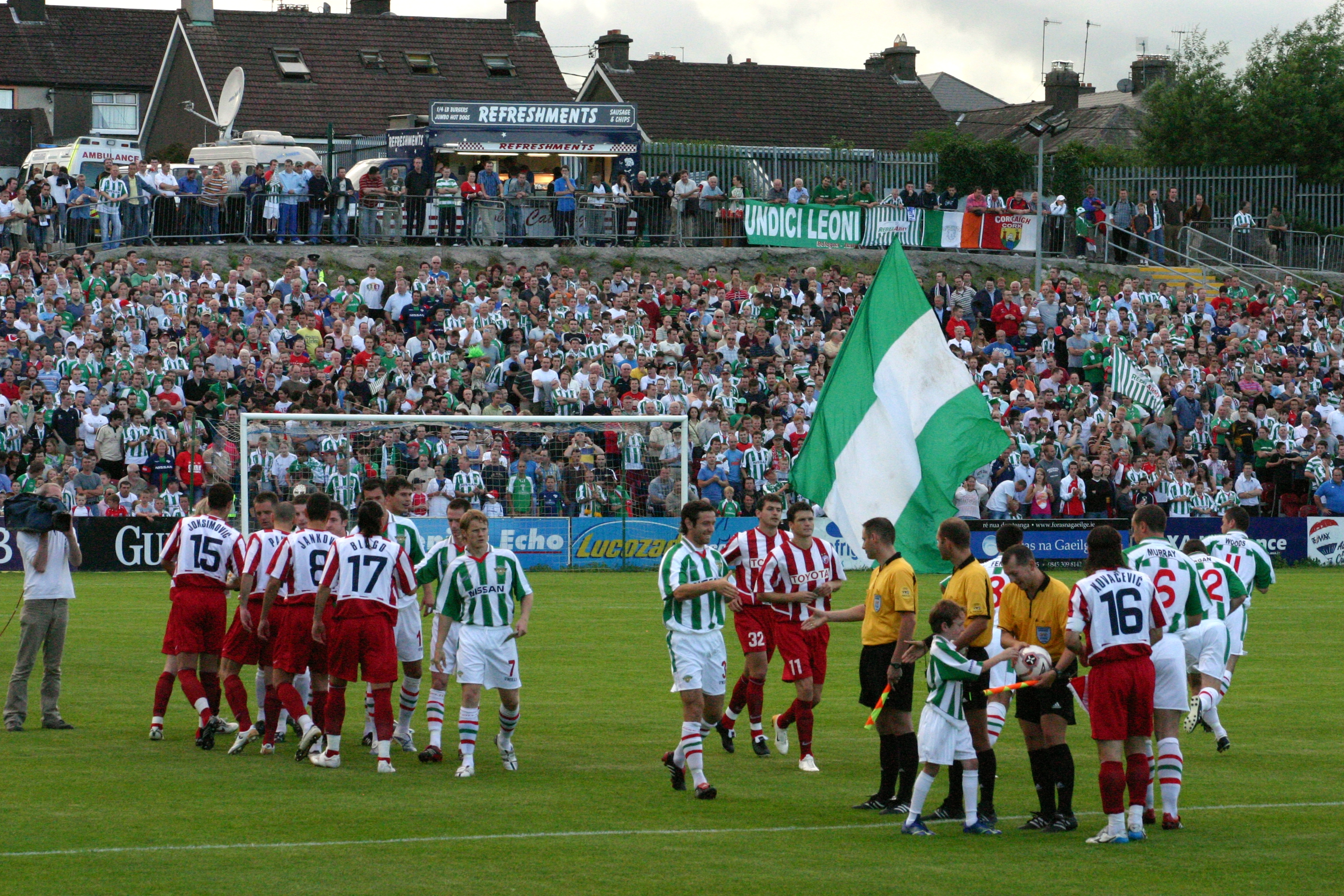
Uitwedstrijd in de voorronde van de UEFA Champions League 2006/07 tegen Cork City FC

FK Rode Ster (Servisch: Фудбалски клуб Црвена звезда, Fudbalski klub Crvena Zvezda) is een Servische voetbalclub uit Belgrado. Thuiswedstrijden worden in het Rode Ster-stadion gespeeld, met een capaciteit van 55.538 toeschouwers. Het is de enige Servische voetbalclub (destijds Joegoslavisch) die een UEFA-competitie heeft gewonnen, te weten de Europacup I in 1990/91. In de finale werd Olympique Marseille na strafschoppen (5-3) verslagen. Daarnaast won de club in 1991 de wereldbeker voor clubteams door met 3-0 van CONMEBOL Libertadores-winnaar Colo-Colo te winnen.
Volgens recente opiniepeilingen is Rode Ster de populairste club van Servië, bijna 50% van de bevolking ziet zich als een supporter. FK Partizan is haar grootste rivaal.

## Geschiedenis

### Begindagen
In februari 1945, nog tijdens de Tweede Wereldoorlog, besloot een groepje jongeren (leden van de Servische verenigde bond van anti-fascistische jongeren) de toenmalige sportcultuur te normaliseren. Zij hebben toen de Omladinsko fiskulturno drustvo gevormd, die op 4 maart zou uitgroeien tot Rode Ster.
Na de Tweede Wereldoorlog verdwenen de bestaande clubs langzaamaan. Dit gebeurde, omdat zij tijdens de bezetting doorspeelden of, omdat zij waren verbonden aan het toenmalige pro-naziregime. De bekendste clubs uit die periode waren BSK en Jugoslavija, beide uit Belgrado. Rode Ster werd gevormd uit de resten van Jugoslavija, zodat zij het Jugoslavija-stadion, de gebouwen, spelers en zelfs de rood-witte kleuren kreeg. Anders dan OFK, dat wordt gerekend als directe opvolger van BSK, wordt Rode Ster gezien als een nieuwe vereniging en niet als opvolger van Jugoslavija.
De naam Rode Ster werd, na lang overleg, door de toenmalige gezamenlijke vicevoorzitters van de vereniging Zoran Žujović en Slobodan Ćosić gekozen. Na een aantal voorstellen (Mladost, Udarnik, Torpedo, Dinamo, Lokomotiva etc.) stelde Ćosić voor om de vereniging Zvezda (ster) te noemen, waarop Žujović spontaan zei: "Uitstekend. Maar, als het ster is, laat het dan rood wezen".
De eerste wedstrijd werd op 4 maart 1945 gespeeld tegen het eerste bataljon van de KNOJ (Nationale Comité voor de Bevrijding van Joegoslavië) in stadion "Avala", het voormalige Jugoslavija stadion. Rode Ster won de wedstrijd met 3-2.

### Joegoslavië
In het eerste naoorlogse seizoen eindigde Rode Ster op de 3de plaats. Na twee tweede plaatsen werd in 1951 de eerste landstitel binnengehaald. In de rest van de jaren 50 werden nog 4 titels gehaald. Ook in de jaren 60 werden 4 titels behaald en de club zette de trend verder in de jaren 70 en 80. Als de titel niet gehaald werd eindigde de club in de subtop. In 1979 werd de finale van de UEFA Cup gehaald, waarin de club verloor van het Duitse Borussia Mönchengladbach.
In 1991 werd de 18de titel behaald, dit was het laatste echte seizoen in Joegoslavië, hierna trokken de Sloveense en Kroatische clubs zich terug. Dat jaar kwam ook het grootste succes, net voor de oorlog in Joegoslavië. Rode Ster won de finale van de Europacup I na strafschoppen van Olympique Marseille. In de reguliere speeltijd was de wedstrijd in Bari op 0-0 gebleven. Datzelfde jaar werd ook de Wereldbeker gewonnen.
Ook in 1992 werd de landstitel behaald, na dit seizoen trokken ook de clubs uit Bosnië en Herzegovina en Noord-Macedonië zich terug. Grote concurrenten als Hajduk Split en Dinamo Zagreb waren verdwenen, maar eeuwige rivaal Partizan was er nog steeds. Na de titel in 1995 moest men 4 jaar aan de zijlijn toekijken vooraleer een nieuwe titel werd behaald in 2000. Het was de laatste keer dat de club kampioen van Joegoslavië werd.

### Servië en Montenegro
In 2003 werd de naam Joegoslavië officieel ontbonden en bleef een losse unie over tussen Servië en Montenegro. In 2003 en 2005 werd de club vicekampioen en in 2004 en 2006 werd de titel gevierd. Vanaf 2006/07 speelt de club enkel nog in Servië nadat Montenegro zich van de unie afsplitste.

### Servië
Het allereerste voetbalseizoen van Servië als onafhankelijk land is gewonnen door Rode Ster. Ze wonnen met een ruim aantal punten voorsprong op concurrent en aartsrivaal Partizan. Het was nog even spannend, maar Partizan liet het afweten in het laatste deel van het seizoen.

### Eeuwige derby
De grootste rivaal van Rode Ster is FK Partizan. Wedstrijden tussen de twee clubs worden ook wel de "Eeuwige Derby" (Servisch: Вечити дерби, Večiti derbi) genoemd. Het recordaantal bezoekers tijdens een derby is rond de 108.000 en het laagste 8.000. Er is in competitieverband 133 keer gespeeld, waarvan Rode Ster 57 keer heeft gewonnen en Partizan 34 keer. Van de bekerwedstrijden heeft Rode Ster er 17 van de 31 gewonnen, tegenover Partizans 10 keer.

### 2009
Op 10 april 2009 werd bekend dat Rode Ster Belgrado praktisch failliet is met een schuld van 25 miljoen euro en het de salarissen van de spelers en de personeelsleden niet meer kan betalen.

### 2014
Rode Ster Belgrado is voor het eerst sinds 7 jaar weer landskampioen van Servië. Ze zouden zich kwalificeren voor de UEFA Champions League, maar vanwege openstaande schulden en het zich niet houden aan Fair Play regels volgens de UEFA werden ze uitgesloten van deelname aan de UEFA Champions League kwalificaties en heeft FK Partizan hun plaats ingenomen.

## Erelijst
| Internationaal                                             |     | |
| Europacup I                                                | 1x  | 1991 |
| Wereldbeker voor clubteams                                 | 1x  | 1991 |
| Donau Cup / Mitropacup                                     | 2x  | 1958, 1968 |
| Nationaal                                                  |     | |
| Joegoslavisch landskampioenschap                           | 19x | 1951, 1953, 1956, 1957, 1959, 1960, 1964, 1968, 1969, 1970, 1973, 1977, 1980, 1981, 1984, 1988, 1990, 1991, 1992 |
| Beker van Joegoslavië                                      | 12x | 1948, 1949, 1950, 1958, 1959, 1964, 1968, 1970, 1971, 1982, 1985, 1990                                           |
| Joegoslavische Supercup                                    | 2x  | 1969, 1971 |
| Servisch-Montenegrijns landskampioenschap (FR Joegoslavië) | 5x  | 1995, 2000, 2001, 2004, 2006                                                                                     |
| Beker van Servië & Montenegro (FR Joegoslavië)             | 7x  | 1993, 1995, 1996, 1999, 2000, 2004, 2006                                                                         |
| Servisch landskampioenschap                                | 11x | 2007, 2014, 2016, 2017, 2018, 2019, 2020, 2021, 2022, 2023, 2024                                                 |
| Beker van Servië                                           | 7x  | 2007, 2010, 2012, 2021, 2022, 2023, 2024                                                                         |

## Rode Ster Belgrado in Europa
Rode Ster Belgrado speelt sinds 1956 in diverse Europese competities. Hieronder staan de competities en in welke seizoenen de club deelnam. De edities die Rode Ster heeft gewonnen zijn dik gedrukt:
- Champions League (14x)

2000/01, 2001/02, 2004/05, 2006/07, 2007/08, 2016/17, 2018/2019, 2019/20, 2020/21, 2021/22, 2022/23, 2023/24, 2024/25, 2025/26
- Europacup I (17x)

1956/57, 1957/58, 1959/60, 1960/61, 1964/65, 1968/69, 1969/70, 1970/71, 1973/74, 1977/78, 1980/81, 1981/82, 1984/85, 1986/87, 1988/89, 1990/91, 1991/92
- Europa League (11x)

2009/10, 2010/11, 2011/12, 2012/13, 2013/14, 2015/16, 2016/17, 2017/18, 2020/21, 2021/22, 2022/23
- Europacup II (6x)

1971/72, 1974/75, 1982/83, 1985/86, 1996/97, 1997/98
- UEFA Cup (20x)

1972/73, 1975/76, 1976/77, 1978/79, 1979/80, 1983/84, 1987/88, 1989/90, 1995/96, 1998/99, 1999/00, 2000/01, 2001/02, 2002/03, 2003/04, 2004/05, 2005/06, 2006/07, 2007/08, 2008/09
- Jaarbeursstedenbeker (4x)

1961/62, 1962/63, 1965/66, 1966/67
- UEFA Super Cup (1x)

1991
- Mitropacup (8x)

1956, 1957, 1958 (Donau Cup), 1962, 1966, 1967, 1968, 1969

## Bekende (oud-)spelers
- Petar Ađanski
- Predrag Đorđević
- Dušan Basta
- Miodrag Belodedici
- Goran Bunjevčević
- Igor Burzanović
- Darko Anić
- Vladimir Dišljenković
- Vladimir Jugović
- Darko Kovačević
- Darko Lazović
- Ivan Gvozdenović
- Siniša Mihajlović
- Srđan Mijailović
- Husref Musemić
- Darko Pančev
- Nemanja Pejčinović
- Robert Prosinečki
- Aleksandar Ilić
- Nenad Tomović
- Ivan Tričkovski
- Jagoš Vuković
- Nikola Žigić
- Filip Mladenović
- Nemanja Maksimović
- Nemanja Radonjić
- Nemanja Vidić
- Luka Milivojevic
- Dejan Savićević
- Dejan Stanković
- Marko Pantelić
- Uroš Spajić
- Milan Lešnjak
- Milos Degenek
- Hwang In-beom
- Nikola Milenković
- Aleksandar Dragović
- Strahinja Eraković
- Luka Jović
- Marko Marin
- Milan Borjan
- Mirko Ivanic
- Osman Bukari
- Peter Olayinka
- Loïs Diony
- Bruno Duarte da Silva
- Richairo Živković
- Lorenzo Ebecilio
- Mitchell Donald